# Carpoapseudes prospectnes
Carpoapseudes prospectnes is een naaldkreeftjessoort uit de familie van de Apseudidae. De wetenschappelijke naam van de soort is voor het eerst geldig gepubliceerd in 1999 door Larsen.